# Elecciones a la Junta General del Principado de Asturias de 1999
Las elecciones a la Junta General del Principado de Asturias de 1999 se celebraron el 13 de junio. Tras el abandono por parte de Sergio Marqués del PP en 1998 para formar la Unión Renovadora Asturiana, éste se presentó a las elecciones por dicho partido. Debido a esto, el PP vio como pasaba de 21 escaños a tan sólo 15, recuperando de nuevo el PSOE el gobierno, por mayoría absoluta. La nueva formación del expresidente, la URAS, consiguió 3 escaños, el mismo número que Izquierda Unida, que perdió otros 3. 

## Resultados
| ← Elecciones a la Junta General del Principado de Asturias de 1999 → |                                                      |                        |         |       |         |     |
| Presidente y gobierno | Partido                                              | Candidato              | Votos   | %     | Escaños | +/- |
| - Presidente: Vicente Álvarez Areces - Gobierno: PSOE - Censo: 979.618 - Votantes: 623.242 (63,62%) - Abstención: 356.376 (36,38%) - Válidos: 619.486 - A candidatura: 609.766 (98,4%) | Partido Socialista Obrero Español (PSOE)             | Vicente Álvarez Areces | 284.972 | 46,00 | 24      | +7  |
| - Presidente: Vicente Álvarez Areces - Gobierno: PSOE - Censo: 979.618 - Votantes: 623.242 (63,62%) - Abstención: 356.376 (36,38%) - Válidos: 619.486 - A candidatura: 609.766 (98,4%) | Partido Popular (PP)                                 | Ovidio Sánchez         | 200.164 | 32,31 | 15      | -6  |
| - Presidente: Vicente Álvarez Areces - Gobierno: PSOE - Censo: 979.618 - Votantes: 623.242 (63,62%) - Abstención: 356.376 (36,38%) - Válidos: 619.486 - A candidatura: 609.766 (98,4%) | Izquierda Unida (IU)                                 | Gaspar Llamazares      | 55.747  | 9,00  | 3       | -3  |
| - Presidente: Vicente Álvarez Areces - Gobierno: PSOE - Censo: 979.618 - Votantes: 623.242 (63,62%) - Abstención: 356.376 (36,38%) - Válidos: 619.486 - A candidatura: 609.766 (98,4%) | Unión Renovadora Asturiana (URAS)                    | Sergio Marqués         | 44.261  | 7,14  | 3       | +3  |
| - Presidente: Vicente Álvarez Areces - Gobierno: PSOE - Censo: 979.618 - Votantes: 623.242 (63,62%) - Abstención: 356.376 (36,38%) - Válidos: 619.486 - A candidatura: 609.766 (98,4%) | Partíu Asturianista (PAS)                            | Xuan Xosé Sánchez      | 15.998  | 2,58  | 0       | -1  |
| - Presidente: Vicente Álvarez Areces - Gobierno: PSOE - Censo: 979.618 - Votantes: 623.242 (63,62%) - Abstención: 356.376 (36,38%) - Válidos: 619.486 - A candidatura: 609.766 (98,4%) | Los Verdes de Asturias (LV)                          |                        | 3.343   | 0,54  | 0       |     |
| - Presidente: Vicente Álvarez Areces - Gobierno: PSOE - Censo: 979.618 - Votantes: 623.242 (63,62%) - Abstención: 356.376 (36,38%) - Válidos: 619.486 - A candidatura: 609.766 (98,4%) | Andecha Astur (AA)                                   |                        | 2.206   | 0,36  | 0       |     |
| - Presidente: Vicente Álvarez Areces - Gobierno: PSOE - Censo: 979.618 - Votantes: 623.242 (63,62%) - Abstención: 356.376 (36,38%) - Válidos: 619.486 - A candidatura: 609.766 (98,4%) | Bloque de la Izquierda Asturiana (BIA)               |                        | 1.366   | 0,22  | 0       |     |
| - Presidente: Vicente Álvarez Areces - Gobierno: PSOE - Censo: 979.618 - Votantes: 623.242 (63,62%) - Abstención: 356.376 (36,38%) - Válidos: 619.486 - A candidatura: 609.766 (98,4%) | Unión Centrista-Centro Democrático y Social (UC-CDS) |                        | 737     | 0,12  | 0       |     |
| - Presidente: Vicente Álvarez Areces - Gobierno: PSOE - Censo: 979.618 - Votantes: 623.242 (63,62%) - Abstención: 356.376 (36,38%) - Válidos: 619.486 - A candidatura: 609.766 (98,4%) | Conceyu Astur (CONCEYU)                              |                        | 496     | 0,08  | 0       |     |
| - Presidente: Vicente Álvarez Areces - Gobierno: PSOE - Censo: 979.618 - Votantes: 623.242 (63,62%) - Abstención: 356.376 (36,38%) - Válidos: 619.486 - A candidatura: 609.766 (98,4%) | La Falange (FE)                                      |                        | 453     | 0,07  | 0       |     |
| - Presidente: Vicente Álvarez Areces - Gobierno: PSOE - Censo: 979.618 - Votantes: 623.242 (63,62%) - Abstención: 356.376 (36,38%) - Válidos: 619.486 - A candidatura: 609.766 (98,4%) | Partido Humanista (PH)                               |                        | 23      | 0,00  | 0       |     |
| - Presidente: Vicente Álvarez Areces - Gobierno: PSOE - Censo: 979.618 - Votantes: 623.242 (63,62%) - Abstención: 356.376 (36,38%) - Válidos: 619.486 - A candidatura: 609.766 (98,4%) | En blanco                                            | N/A                    | 9.720   | 1,57  | N/A     | N/A |
| - Presidente: Vicente Álvarez Areces - Gobierno: PSOE - Censo: 979.618 - Votantes: 623.242 (63,62%) - Abstención: 356.376 (36,38%) - Válidos: 619.486 - A candidatura: 609.766 (98,4%) | Nulos                                                | N/A                    | 3.758   | 0,38  | N/A     | N/A |

## Por circunscripciones
| Circunscripción central |                                          |         |        |         |     |
| Resultados | Candidatura                              | Votos   | %      | Escaños | +/- |
| - Censo: 772.379 - Votantes: 487.738 (63,15%) - Abstención: 284.641 (36,85%) - Blancos: 8.047 (1,04%) - Nulos: 2.455 (0,32%) | Partido Socialista Obrero Español (PSOE) | 224.710 | 46,3%  | 17      | 6   |
| - Censo: 772.379 - Votantes: 487.738 (63,15%) - Abstención: 284.641 (36,85%) - Blancos: 8.047 (1,04%) - Nulos: 2.455 (0,32%) | Partido Popular (PP)                     | 153.940 | 31,72% | 11      | 4   |
| - Censo: 772.379 - Votantes: 487.738 (63,15%) - Abstención: 284.641 (36,85%) - Blancos: 8.047 (1,04%) - Nulos: 2.455 (0,32%) | Izquierda Unida (IU)                     | 49.659  | 10,23% | 3       | 3   |
| - Censo: 772.379 - Votantes: 487.738 (63,15%) - Abstención: 284.641 (36,85%) - Blancos: 8.047 (1,04%) - Nulos: 2.455 (0,32%) | Unión Renovadora Asturiana (URAS)        | 28.476  | 5,87%  | 2       | 2   |
| - Censo: 772.379 - Votantes: 487.738 (63,15%) - Abstención: 284.641 (36,85%) - Blancos: 8.047 (1,04%) - Nulos: 2.455 (0,32%) | Partíu Asturianista (PAS)                | 18.021  | 3,56%  | 0       | 1   |

| Circunscripción occidental                                                                                               |                                          |        |        |         |     |
| Resultados | Candidatura                              | Votos  | %      | Escaños | +/- |
| - Censo: 130.957 - Votantes: 84.830 (64,78%) - Abstención: 46.127 (35,22%) - Blancos: 1.035 (0,79%) - Nulos: 867 (0,66%) | Partido Socialista Obrero Español (PSOE) | 38.035 | 45,3%  | 4       | =   |
| - Censo: 130.957 - Votantes: 84.830 (64,78%) - Abstención: 46.127 (35,22%) - Blancos: 1.035 (0,79%) - Nulos: 867 (0,66%) | Partido Popular (PP)                     | 27.660 | 32,94% | 2       | 1   |
| - Censo: 130.957 - Votantes: 84.830 (64,78%) - Abstención: 46.127 (35,22%) - Blancos: 1.035 (0,79%) - Nulos: 867 (0,66%) | Unión Renovadora Asturiana (URAS)        | 11.033 | 13,14% | 1       | 1   |

| Circunscripción oriental                                                                                              |                                          |        |        |         |     |
| Resultados | Candidatura                              | Votos  | %      | Escaños | +/- |
| - Censo: 76.282 - Votantes: 50.674 (66,43%) - Abstención: 25.608 (33,57%) - Blancos: 638 (0,84%) - Nulos: 434 (0,57%) | Partido Socialista Obrero Español (PSOE) | 22.227 | 44,24% | 3       | 1   |
| - Censo: 76.282 - Votantes: 50.674 (66,43%) - Abstención: 25.608 (33,57%) - Blancos: 638 (0,84%) - Nulos: 434 (0,57%) | Partido Popular (PP)                     | 18.564 | 36,95% | 2       | 1   |